# واقعه پارک اتابک
واقعه پارک اتابک یک درگیری در ۱۵ مرداد سال ۱۲۸۹ شمسی در پارک اتابک تهران بود که منجر به کشته شدن ۳۰۰ نفر شد. در شب عید نوروز سال ۱۲۸۸شمسی (۱۳۲۸قمری) جمعیت زیادی از مردم و رجال شهر تبریز برای وداع با ستارخان و باقرخان که با دعوت عضدالملک (زاده ۱۲۳۸ قمری - درگذشته ۱۳۲۸ قمری) اولین نایب‌السلطنه احمدشاه قاجار، قصد عزیمت به تهران را داشتند جمع شدند. هدف اصلی دولت مشروطه از تجلیل از ستارخان و باقرخان در واقع کنترل آذربایجان و خلع سلاح مجاهدین تبریز بود. دولت، محل باغ اتابک (محل فعلی سفارت روسیه) را به اسکان ستارخان و یارانش و کاخ عشرت‌آباد را به باقرخان و یارانش اختصاص داده بود.
پس از چند روز از اسکان آن‌ها در این دو محل، مجلس طرحی را تصویب نمود که به موجب آن تمامی مجاهدین و مبارزین غیرنظامی از جمله افراد ستارخان و خود او می‌بایست سلاح‌های خود را تحویل دهند. این تصمیم به دلیل بروز حوادث ناگواری مانند ترور ناموفق سید عبدالله بهبهانی و میرزا علی محمدخان تربیت، از سران مشروطه گرفته شده بود. اما یاران ستارخان از پذیرفتن این امر خودداری کردند. به تدریج مجاهدین دیگری که با این طرح مخالف بودند به ستارخان و یارانش پیوستند و این امر موجب هراس دولت مرکزی شد. سردار اسعد به ستارخان پیغام داد که «به سوگندی که در مجلس خوردید وفادار باشید و از عواقب وخیم عدم خلع سلاح عمومی بپرهیزید.»، اما باز یاران ستارخان راضی به تحویل سلاح نشدند.

## واقعه
بعدازظهر اول شعبان ۱۳۲۸ق قوای دولتی، که در مجموع ۳۰۰ نفر می‌شدند به فرماندهی جعفرقلی‌خان سردار اسعد و یپرم‌خان یار قدیمی ستارخان در تبریز و رئیس نظمیه وقت، باغ اتابک را محاصره کردند و پس از چندبار فرستادن پیغام، هجوم نظامیان به باغ صورت گرفت و جنگ بین قوای دولتی و مجاهدین آغاز گشت. در این جنگ، قوای دولتی از چند عراده توپ و ۶۰ مسلسل استفاده کردند و به فاصله ۴ ساعت ۳۰۰ نفر از افراد حاضر در باغ کشته شدند. ستارخان راه پشت بام را در پیش گرفت، اما در مسیر پله‌ها در یکی از راهروهای عمارت، تیری به پایش اصابت کرد و مجروح شد و قادر به حرکت نبود. اندکی بعد قوای دولتی او را دستگیر کردند و به منزل صمصام‌السلطنه بردند و خود و اتباعش ناچار به خلع سلاح شدند.

## پیامد
ستارخان به‌دلیل جراحت‌های وارد شده، در ۲۵ آبان ۱۲۹۳ شمسی (۲۸ ذیحجه ۱۳۳۲ق) در تهران درگذشت و پیکر وی در حرم شاه عبدالعظیم در شهر ری به خاک سپرده شد.